# Melon
Melon (корс. 멜론) — южнокорейский музыкальный онлайн-магазин и сервис потоковой передачи музыки, представленный в ноябре 2004 года и разработанный SK Telecom. В 2009 году сервис перешёл компании LOEN Entertainment (впоследствии Kakao M, а затем Kakao Entertainment). В 2017 году Kakao объединил Kakao Music с Melon, чтобы создать единый сервис потоковой передачи музыки.
Melon — крупнейший в Южной Корее музыкальный сервис по подписке, насчитывающий более 28 миллионов пользователей, и самый популярный сервис потоковой передачи музыки в стране. Опрос пользователей смартфонов показал, что корейцы чаще всего слушают музыку через Melon. Пользователи Melon могут транслировать и скачивать музыку и видеоклипы, а также создавать собственные рингтоны. В настоящее время Melon доступен для iOS и Android.
Название Melon образовано от фразы «melody on».
В 2009 году LOEN Entertainment запустила музыкальную премию Melon Music Awards (MMA), для определения лауреатов которой учитываются цифровые продажи, оценки судей и результаты онлайн-голосования.
В 2010 году Melon был запущен SK Telecom в Индонезии как совместное предприятие с Telkom Indonesia. В 2016 году Telkom Indonesia выкупила весь пакет акций, ранее принадлежавший SK Telecom.